# Yamada Hiroto
Yamada Hiroto (山田 寛人 (Sơn Điền Khoan Nhân) Yamada Hiroto, sinh ngày 7 tháng 3 năm 2000) là một cầu thủ bóng đá người Nhật Bản thi đấu ở vị trí tiền đạo cho câu lạc bộ Nhật Bản Cerezo Osaka.

## Sự nghiệp
Yamada Hiroto gia nhập Cerezo Osaka khi còn trẻ.
Ngày 22 tháng 10 năm 2016, Yamada ra mắt cho U-23 Cerezo Osaka trong thất bại 1-2 trước Blaublitz Akita ở J3 League, khi vào sân từ phút thứ 85. Nhờ vậy, Yamada trở thành cầu thủ đầu tiên sinh vào thập niên 2000 thi đấu tại J3 League và bất cứ hạng đấu nào của bóng đá Nhật Bản.